# Tuisto

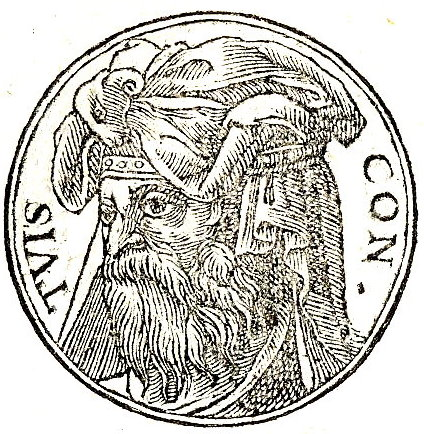
Representación de Tuisto en el libro Promptuarii Iconum Insigniorum, publicado en 1553 por Guillaume Rouillé (ca. 1518 – 1589).

Tuisto es una deidad primordial que puede ser considerado la divinidad primitiva de las tribus germánicas. Es nombrado en las canciones tradicionales que forman el único registro más antiguo de los Germanos. También hay que destacar que la información que hay de él fue recogida por Tácito en De origine et situ Germanorum. 
Tuisto está presente en diversas mitologías, siendo recordado más en la germánica, sajona y escandinava, pero todas tienen en común que: 
- Nació de la tierra
- Es andrógino
- Fue el primer dios correcto
- Generó solo a un hijo

El dios Tuisto es conocido por los escandinavos como Buri, nombrado en la Edda prosaica de Snorri Sturluson, siendo Buri el primer dios de la creación.
Para los germánicos y sajones fue el primer dios que existió, él cual nació de la tierra, es decir, Nerthus.
Tuisto era visto más como un dios-gigante, el cual concibió a un hijo por sí solo. Este hijo fue Mannus, quien a su vez es padre de tres hijos los cuales son los fundadores de las tres primeras tribus germánicas. Desde este punto se pierde la información sobre Tuisto.
- Datos: Q1402038